# Слобожанский национальный природный парк
Слобожанский национальный природный парк (в документах формально национальный природный парк «Слобожанский», кратко НПП «Слобожанский»; укр. Слобожанський національний природний парк) — природоохранная территория в Богодуховском районе Харьковской области Украины.

## Расположение

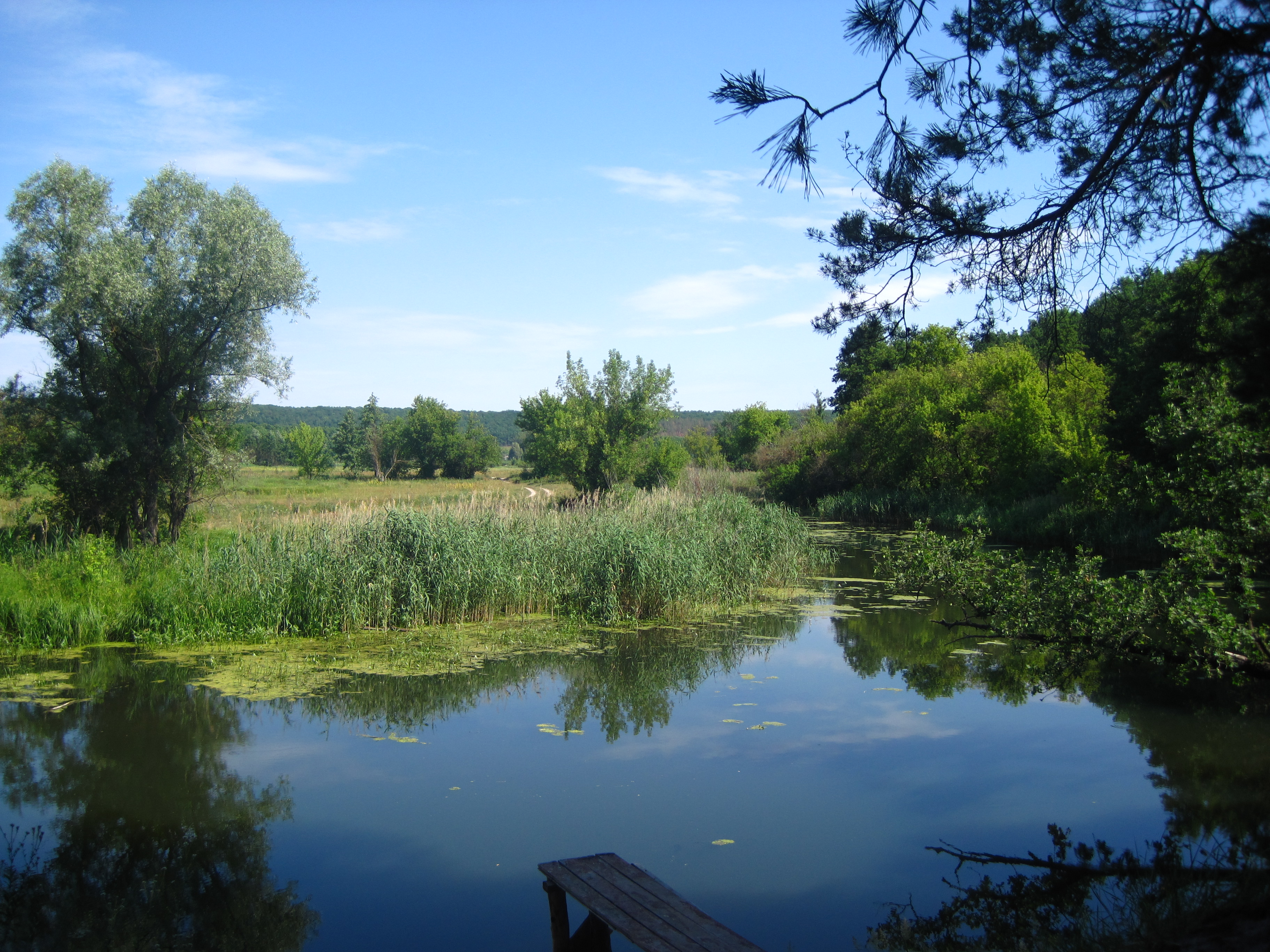
Река Мерла

По физико-географическому районированию территория Слобожанский НПП относится к Западнополтавской возвышенной области Левобережно-Днепровского лесостепного края лесостепной недостаточно увлажнённой тёплой зоны. По геоботаническому районированию — до Европейско-Сибирской лесостепной области Восточной провинции Среднерусской лесостепной подпровинции Харьковского округа. Парк находится на левом и правом берегах реки Мерла и в месте слияния рек Мерла и Мерчик. Важными элементами ландшафта являются долины рек Мерла, Мерчик и их малых притоков. Долины этих двух рек террасированные. Нижняя терраса долин — луговая, пойменная, частично заболочена. На них встречаются старицы, гривы, разнообразящие как общий вид пойм, так и их биотопическую структуру. Вторая, боровая терраса простирается вдоль рек сравнительно широкой полосой и состоит из полого-волнистых участков холмов и заболоченных впадин (древних стариц), покрытых лесом или лугово-болотной растительностью.
Многообразие ландшафтов территории национального парка предопределяет и биоразнообразие. Окружённые берёзовыми и ольховыми зарослями, эти островки Полесья создают условия, приемлемые для существования нетипичных для этой зоны растений и животных.

## История
Территория, на которой сейчас расположен парк, издавна привлекала внимание учёных — биологов и экологов. Из известных публикаций о растительности можно указать на работу Л. Павловича «Очерки растительности Харьковской губернии и соседних с нею мест» (1891), работы В. М. Черняева (1859), А. М. Краснова, В. И. Талиева. Краткие характеристики растительности этого района приведены в работах М. М. Орлова и И. В. Сладковского об угодьях, принадлежавших помещику Л. Е. Кенигу. Более полное ботаническое описание Мерлянщины сделал местный краевед А. И. Наумов в работе «Флора окрестностей с. Рублевки Богодуховского уезда» (1902).
Место для создания парка определяли С. Попович и М. Стеценко (1999). После этого территория парка была зарезервирована для дальнейшего заповедования и отражена в Законе Украины «Об Общегосударственной программе формирования национальной экологической сети Украины на 2000—2015 годы» в приложении 7. Слобожанский национальный природный парк был создан указом Президента Украины № 1047/2009 от 11 декабря 2009 года.

## Основные задачи
- Сохранение ценных природных, ландшафтных и историко-культурных комплексов и объектов лесостепной зоны
- Создание и расширение сети оздоровительных и туристических учреждений и создание условий для организованного туризма, отдыха и других видов рекреационной деятельности в природных условиях с соблюдением режима охраны заповедных природных комплексов и объектов
- Проведение научных исследований природных комплексов и их изменений в условиях рекреационного использования
- Разработка научных рекомендаций по вопросам охраны окружающей среды и использования природных ресурсов
- Проведение экологической образовательно-воспитательной работы
- Создание и расширение существующей сети рекреационных учреждений

## Климат
Климат мягче континентального. Средняя температуры воздуха в январе составляет −7,40 °С, в июле 20,30 °С. Высота снежного покрова 17-20 см. Находится в недостаточно влажной тёплой зоне. Осадков 520 мм в год. Максимальное количество осадков выпадает в основном в тёплый период года. В целом климат территории достаточно благоприятен для зональной луговой и лесной растительности.

## Флора

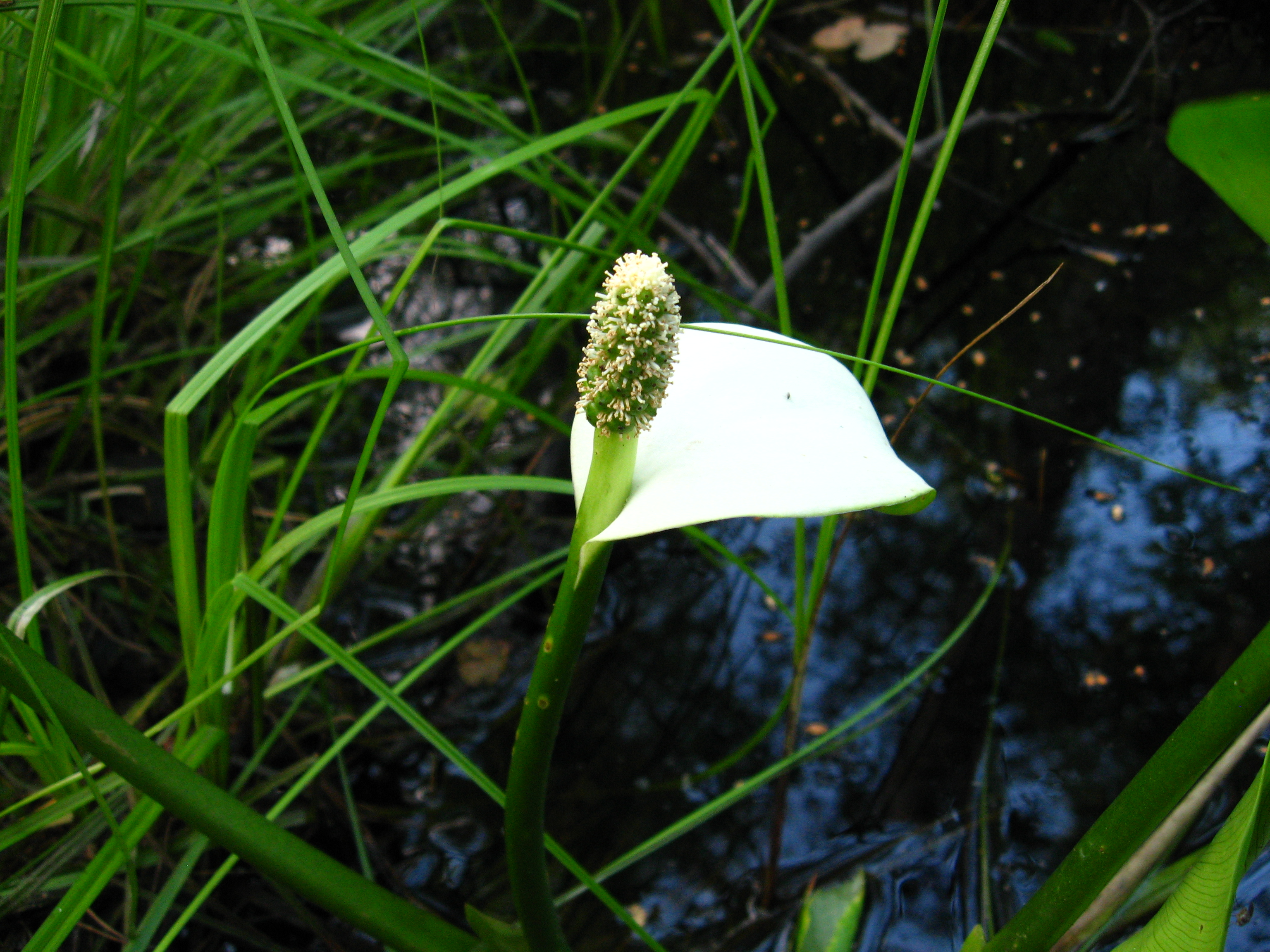
Белокрыльник болотный

На территории парка можно встретить таких представителей флоры, как вереск обыкновенный, клюква болотная, клевер альпийский, молодило русское, бузина чёрная, аморфа кустарниковая, пушица влагалищная, росянка круглолистная, колокольчик персиколистный, плаун летний, сабельник болотный, любка двулистная, хвощ и т. д.
Уникальная растительность парка представлена 9 группировками, которые включены в Зелёную книгу Украины, за приложениями Бернской конвенции на территории НПП распространены 13 растительных сообществ, подлежащих охране в Европе, 60 редких видов сосудистых растений, из которых 12 видов занесены в Красную книгу Украины.
Изучены и перечислены ещё далеко не все виды. Список флоры парка находится на стадии разработки.

## Фауна

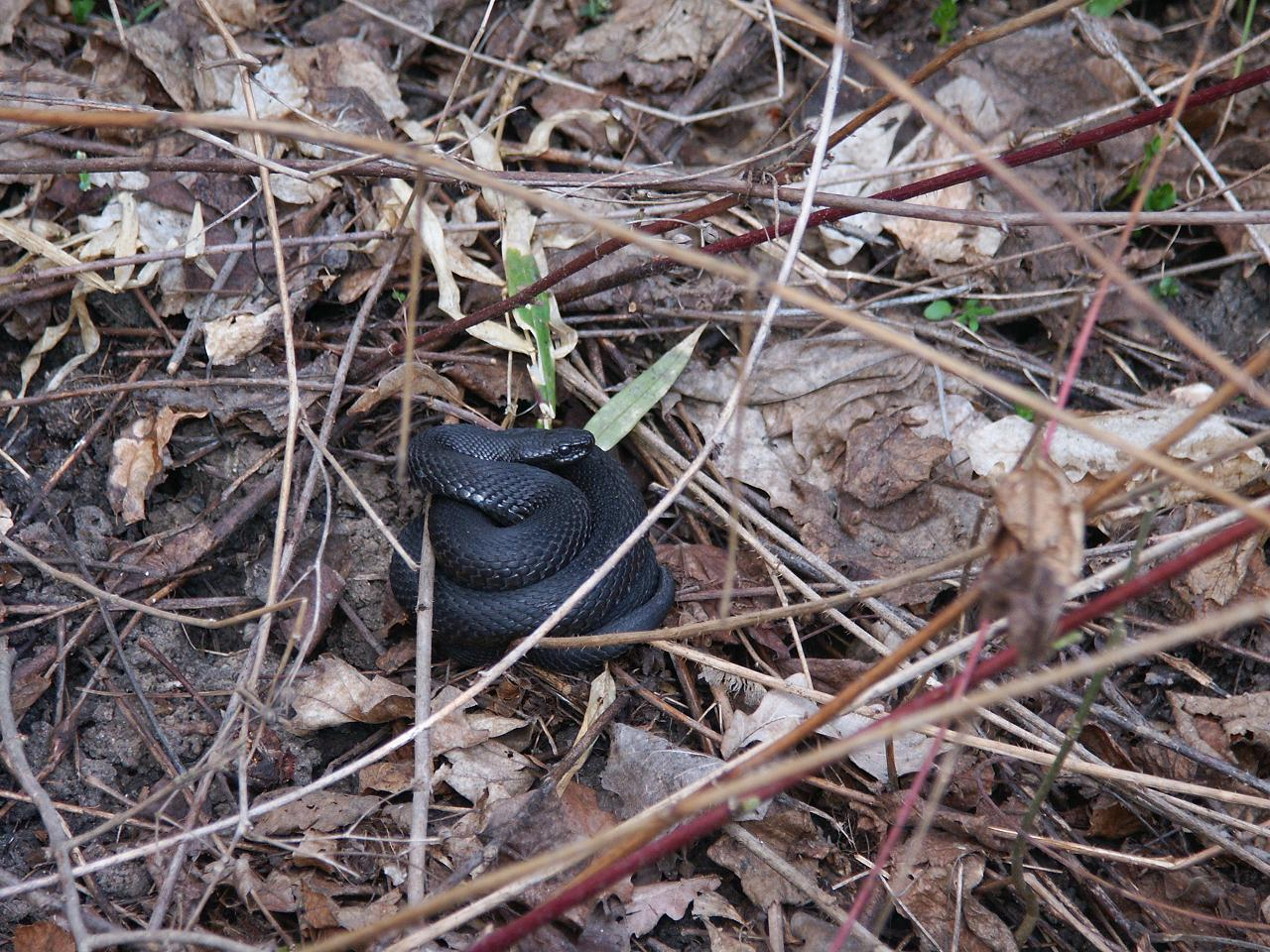
Гадюка Никольского

В составе фаунистических комплексов на территории Слобожанского НПП представлено более 60 раритетных видов, среди которых 8 видов занесены в Европейский Красный список, 20 видов — в Красную книгу Украины (1994), 33 вида — в Красный список Харьковской области. Здесь обитают такие представители животного мира, как выдра речная, норка европейская, горностай, барсук, лисица обыкновенная, заяц-русак, косуля, кабан дикий, змееяд, сова серая, малый песочник, аист, цапля, серый журавль, медянка, гадюка Никольского, ящерица живородящая и другие. По анализу литературы большинство исследований посвящено насекомым (Грамма, 1995; Медведев, ….), земноводным (Коршунов, 2008), сером журавлю (Кривицкий, 1989; Атемасова, Атемасова, 1994) и бобрам (Скоробогатов, Атемасова, 2001; Скоробогатов и др ., 2004).

## Исследовательская работа
На территории Слобожанского парка проводятся научно-исследовательские работы с целью изучения природных процессов, объектов и комплексов, обеспечения постоянного мониторинга за их изменениями, экологического прогнозирования, разработки научных основ охраны, воспроизводства и использования природных ресурсов и особо ценных объектов.

## Эколого-образовательная и рекреационная деятельность
В парке работает отдел экологического образования и рекреационного благоустройства. Основные направления деятельности:
- проведение пропагандистской деятельности
- разработка и издание буклетов, информационных стендов и плакатов
- проведение эколого-образовательных лекций в учебных заведениях и для сотрудников парка, экскурсии и показ тематических экологических фильмов
- сотрудничество с общественными эколого-образовательными организациями, совместное проведение акций
- привлечение волонтёров для сотрудничества с парком — учебная, научно-исследовательская практическая и методическая работа с ученической и студенческой молодёжью путём совместных эколого-просветительских программ, проектов, планов-мероприятий с различными учреждениями природоохранного направления
- сотрудничество со средствами массовой информации
- распространение информации о парке, мероприятиях и акциях через интернет и СМИ

## Галерея

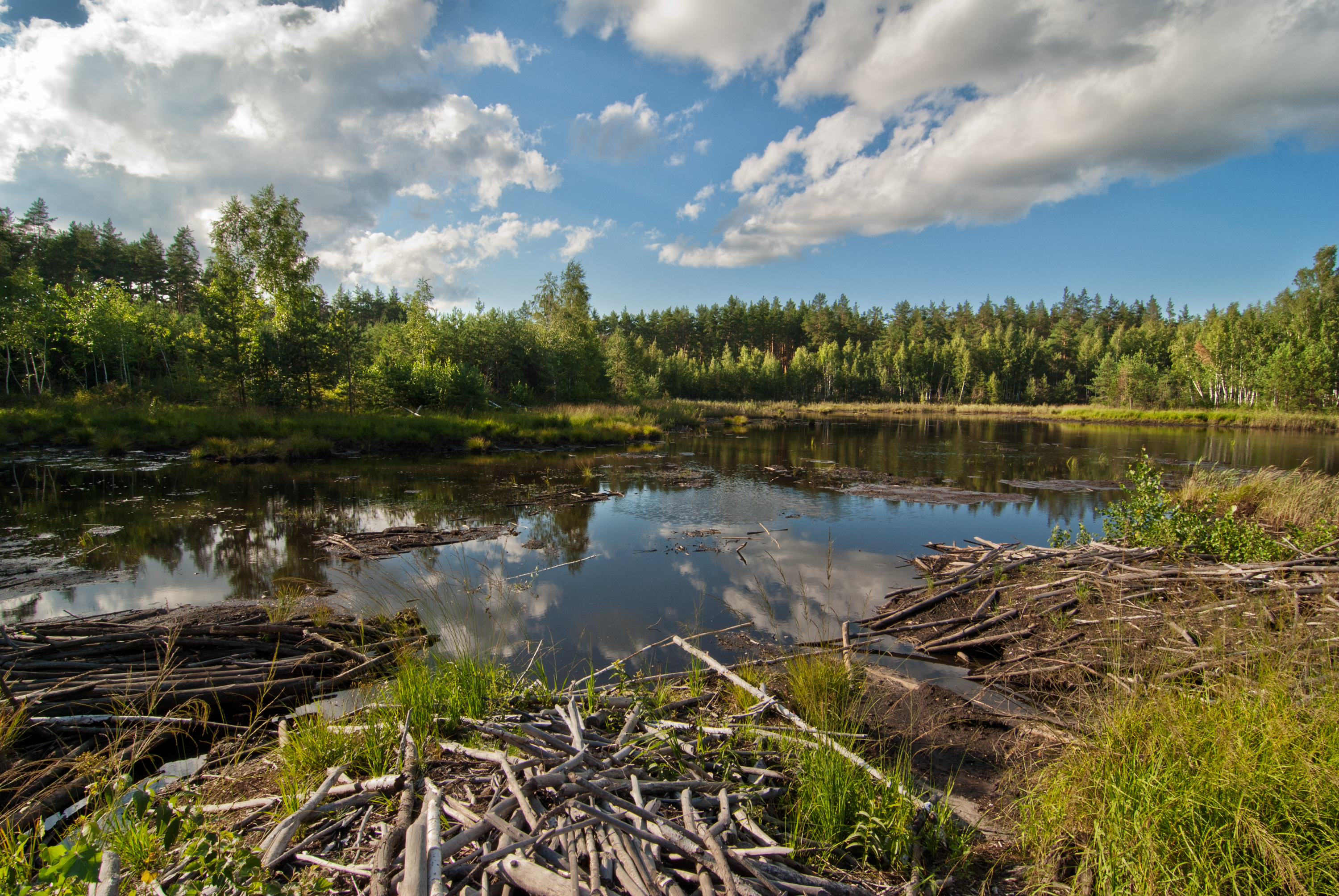
Бобровые хатки
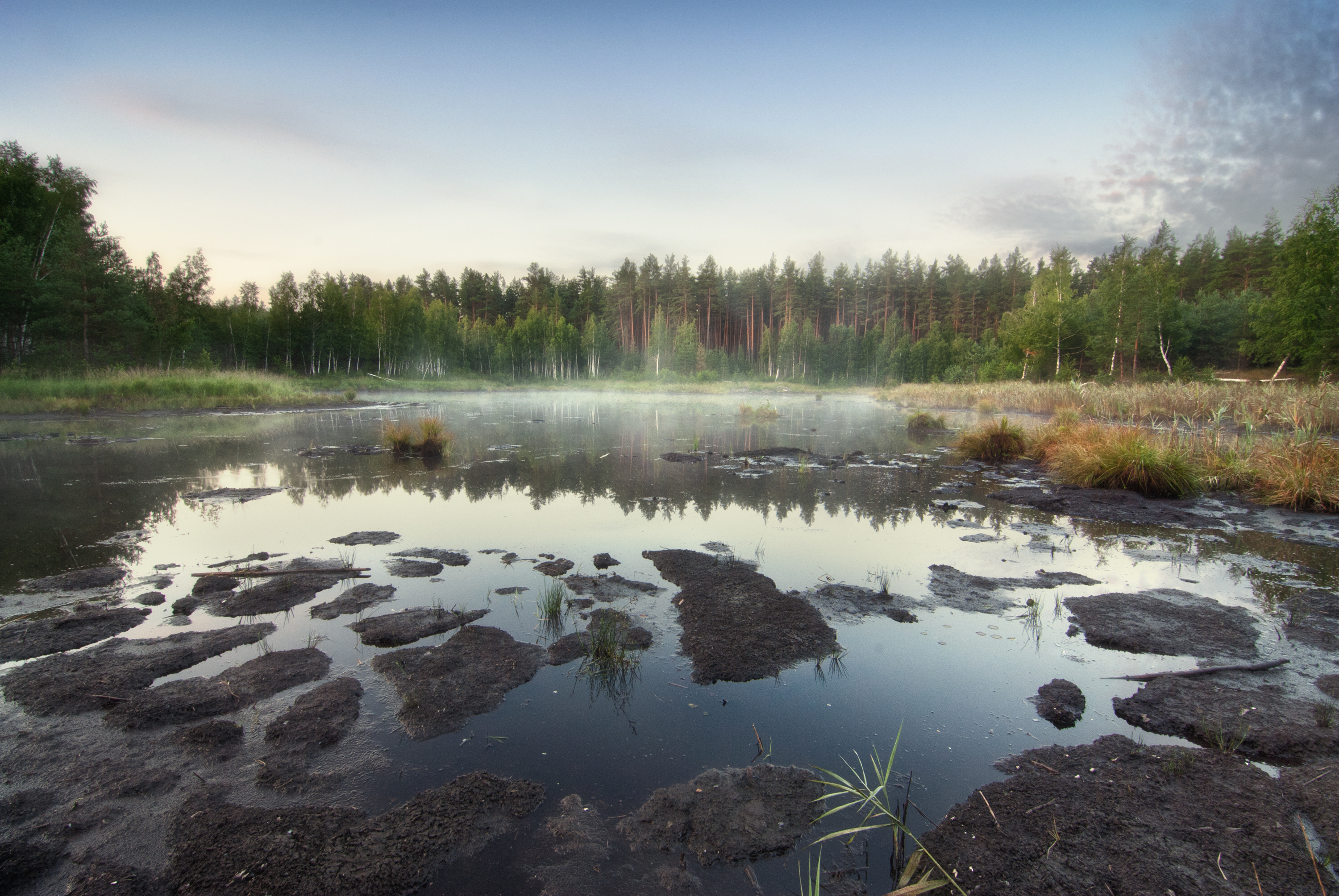
Слобожанский НПП

## Видеоматериалы
Осень в Слобожанском НПП. 